# Nobuo Matsunaga
Nobuo Matsunaga (Prefettura di Shizuoka, 6 dicembre 1921 – 25 settembre 2007) è stato un calciatore giapponese, di ruolo centrocampista.